# Glenea distinguenda
Glenea distinguenda là một loài bọ cánh cứng trong họ Cerambycidae.